# مینور (دهانه)

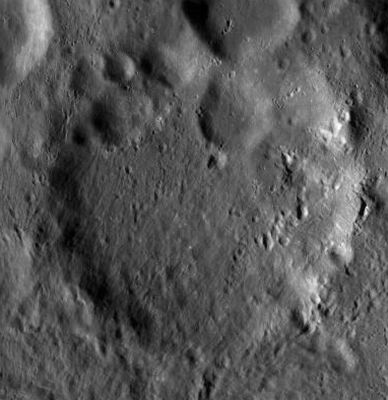
نمایی از مینور

مینور یک دهانه برخوردی در ماه‌ است.

## دهانه‌های اقماری
این دهانه ۳ دهانه اقماری دارد.
| Mineur | عرض جغرافیایی | طول جغرافیایی | قطر          |
| ------ | ------------- | ------------- | ------------ |
| X      | ۲۷.۱° N       | ۱۶۲.۷° W      | ۳۱.۰ کیلومتر |
| D      | ۲۵.۹° N       | ۱۵۹.۲° W      | ۲۰.۰ کیلومتر |
| V      | ۲۶.۲° N       | ۱۶۳.۱° W      | ۲۶.۰ کیلومتر |